# Магнахар
Магнахар (д/н — бл. 565) — герцог Алеманії в 555—565 роках.

## Життєпис
Основні відомості містяться з хроніці єпископа Марія Аванського. Ймовірно син або інший родич алеманського герцога Бутіліна. Після загибелі останнього в Італії 554 року стає герцогом. Затвердження франкським королем Хлотарем I відбулося 555 року. Про Магнахар відомо замало. Його ставка була в Страсбурзі або Базелі. Брав участь у походах франків проти саксів та королівства тюрингів. У 561 році видав доньку за короля Гунтрамна, суперника короля Сігіберта I. Водночас і далі правив до 565 року. Це свідчить або про напівнезалежний статус Магнахара, оскільки землі алеманів підпорядковувалися переважно Сігіберту I або він володів якоюсь частиною алеманських володінь в межах королівства Гунтрамна.
Йому спадкував ймовірно син Ваефар.